# From Toni with Love...The Video Collection
From Toni with Love...The Video Collection é uma coletânea musical nos formatos VHS e DVD lançado no dia 20 de Novembro de 2001 pela Sony Music. No Brasil foi certificado com Disco de Ouro pelas mais de 15 mil cópias vendidas no Brasil, segundo a ABPD.

## Faixas
| Videoclipes |                                     |         |  |
| N.º         | Título                              | Duração |  |
| 1.          | "Love Shoulda Brought You Home"     | 4:26    |  |
| 2.          | "Another Sad Love Song"             | 4:00    |  |
| 3.          | "Breathe Again"                     | 4:29    |  |
| 4.          | "Seven Whole Days"                  | 4:32    |  |
| 5.          | "You Mean The World To Me"          | 4:00    |  |
| 6.          | "How Many Ways"                     | 4:24    |  |
| 7.          | "Let it Flow"                       | 3:43    |  |
| 8.          | "You' re Makin' Me High"            | 3:53    |  |
| 9.          | "Un-Break My Heart"                 | 4:33    |  |
| 10.         | "I Don't Want To"                   | 4:18    |  |
| 11.         | "How Could an Angel Break My Heart" | 4:27    |  |
| 12.         | "He Wasn't Man Enough"              | 4:27    |  |
| 13.         | "Just Be a Man About It"            | 4:56    |  |
| 14.         | "Spanish Guitar"                    | 4:45    |  |

Vídeos alternativos de:
- Another Sad Love Song
- Breathe Again
- How Many Ways
- You're Makin' Me High
- Un-Break My Heart
- Spanish Guitar
- He Wasn't Man Enough